# 梅塞德斯鎮

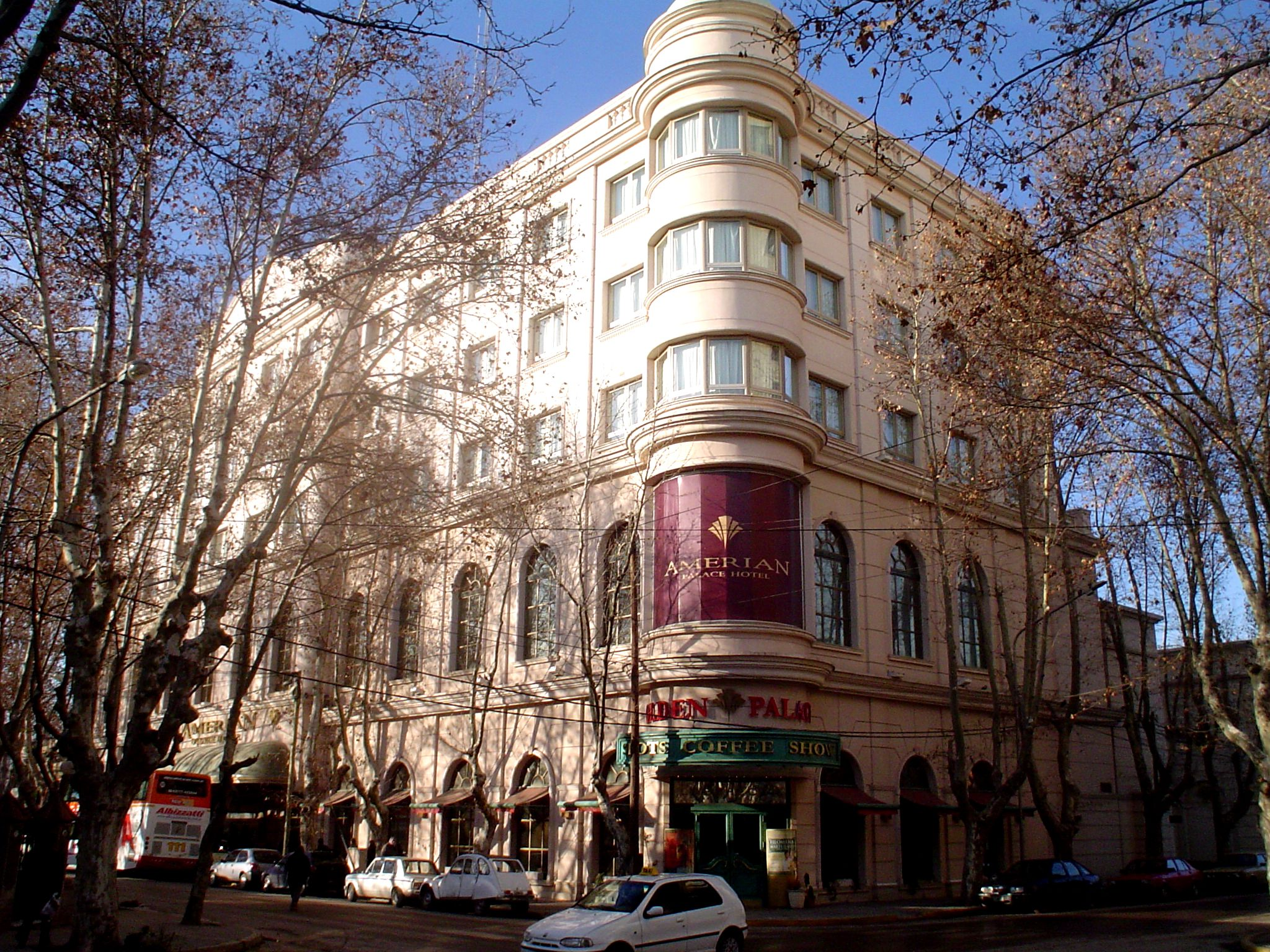
梅塞德斯鎮

梅塞德斯鎮是阿根廷的城市，位於該國中部，距離首都布宜諾斯艾利斯732公里，由聖路易省負責管轄，海拔高度512米，受乾旱氣候影響，2001年人口96,781。

## 外部連結
- （西班牙文） Municipality of Villa Mercedes （页面存档备份，存于） (official website).